# Патрикози
Патрикози (пол. Patrykozy) — село в Польщі, у гміні Беляни Соколовського повіту Мазовецького воєводства.
Населення — 217 осіб (2011).
У 1975-1998 роках село належало до Седлецького воєводства.

## Демографія
Демографічна структура станом на 31 березня 2011 року:
|          | Загалом | Допрацездатний вік | Працездатний вік | Постпрацездатний вік |
| -------- | ------- | ------------------ | ---------------- | -------------------- |
| Чоловіки | 111     | 22                 | 75               | 14                   |
| Жінки    | 106     | 21                 | 56               | 29                   |
| Разом    | 217     | 43                 | 131              | 43                   |